# Алшутов, Александр Яковлевич
Алекса́ндр Я́ковлевич Алшутов (настоящая фамилия — Бейлин; 1935—1999) — советский и российский поэт, автор текстов ряда популярных в 1960-е годы эстрадных песен.

## Биография
Родился в Москве. Во время Великой Отечественной войны, когда его отец находился на фронте, вместе с матерью, работавшей в Наркомате нефтяной промышленности, был эвакуирован в Уфу. По возвращении в 1945 году в Москву пошёл в школу и по окончании семилетки с отцом уехал в Южно-Сахалинск. В 1953 году заочно окончил областную школу рабочей молодежи, так как с середины 8-го класса начал работать, и вскоре вернулся в Москву, где поступил на ихтиологический факультет Московского технического института рыбной промышленности и хозяйства, который бросил в середине 3-го курса. С 1955 до 1958 года служил в 43-й воздушной армии старшим воздушным стрелком на стратегическом бомбардировщике. После демобилизации работал в Москве шофёром самосвала «МАЗ-205А», участвуя в строительстве стадиона в Лужниках и обустройстве территории нового здания МГУ.
В 1959 году вновь уехал в Сахалинскую область, где трудился в геофизических экспедициях рабочим и водителем сейсмостанции, сотрудничал с местными газетами, ходил на промысел с рыбаками среднего рыболовного траулера, работал экскурсоводом в Сахалинском краеведческом музее. Кроме того, работая редактором в Сахалинском книжном издательстве, участвовал в составлении трёх выпусков альманаха «Литературный Сахалин». Затем работал в Астраханском заповеднике (лесником, а фактически егерем и инспектором рыбнадзора), ходил матросом на парусной рыбнице с астраханскими рыбаками в течение весенней путины на Каспийском море (порт приписки — Мумра). Очерк об этом под названием «Подкова на палубе» был опубликован в журнале «Сельская молодёжь», после чего автора взяли туда работать редактором — составителем книжного приложения к журналу.
С начала 1960-х годов активно участвовал в правозащитном движении. Был близко знаком с Владимиром Буковским, Петром Якиром и генералом Петром Григоренко.
С 1976 года жил в Коми АССР. Работал на Сыктывкарском телевидении и в книжном издательстве.
Умер 12 февраля 1999 года в посёлке Верхняя Максаковка. Похоронен на Краснозатонском кладбище Сыктывкара.

## Творчество
Первые поэтические опыты были в 5 классе школы, а первые стихи на профессиональном уровне написал, служа в армии. Незадолго до демобилизации два его стихотворения были впервые опубликованы (под настоящей фамилией), притом сразу в центральном журнале «Юность» (№12 за 1958 год). В дальнейшем печатался под псевдонимом Алшутов в журналах «Звезда», «Сельская молодежь» и «Смена», «Литературной газете», еженедельниках «Литературная Россия», «Неделя» и многих других изданиях.
Песни на его стихи, написанные композиторами Владимиром Шаинским, Ильёй Катаевым, Алексеем Рыбниковым, Анатолием Елькиным, выходили на звуковых страницах журнала «Кругозор» и грампластинках фирмы «Мелодия» в исполнении Владимира Трошина, Вадима Мулермана, Аиды Ведищевой и др.
Автор четырёх изданных в Сыктывкаре книг стихов: «Север и Восток» (1981), «Затяжной прыжок» (1987), «Занесённые снегом» (1990) и «Последние слоны Ганнибала» (1997).
Переводил стихи коми поэтом В. Савина, В. Тимина, А. Некрасова, а также «Мерани» Н. Бараташвили.